# Huỳnh Thị Mỹ Tiên
Huỳnh Thị Mỹ Tiên (* 24. März 1999) ist eine vietnamesische Hürdenläuferin, die sich auf die 100-Meter-Distanz spezialisiert hat.

## Sportliche Laufbahn
Erste internationale Erfahrungen sammelte Huỳnh Thị Mỹ Tiên im Jahr 2016, als sie bei den Juniorenasienmeisterschaften in der Ho-Chi-Minh-Stadt mit 14,93 s in der Vorrunde über 100 m Hürden ausschied. 2018 belegte sie bei den Juniorenasienmeisterschaften in Gifu in 13,72 s den vierten Platz und anschließend schied sie bei den U20-Weltmeisterschaften in Tampere mit 14,61 s in der ersten Runde aus. Im Jahr darauf gelangte sie bei den Südostasienspielen in Capas mit 14,14 s auf Rang sechs und 2022 wurde sie bei den Südostasienspielen in Hanoi mit 13,91 s ebenfalls Sechste. Im Jahr darauf siegte sie in 13,50 s bei den Südostasienspielen in Phnom Penh und gewann mit der vietnamesischen 4-mal-100-Meter-Staffel in 44,51 s die Silbermedaille hinter dem thailändischen Team. Anschließend belegte sie bei den Asienmeisterschaften in Bangkok in 13,65 s den fünften Platz im Hürdensprint. 2025 belegte sie bei den Asienmeisterschaften in Gumi in 13,69 s den siebten Platz.
In den Jahren 2020 und 2021 wurde Huỳnh Thị Mỹ Tiên vietnamesische Meisterin im 100-Meter-Hürdenlauf.

## Persönliche Bestleistungen
- 100 m Hürden: 13,46 s (+0,8 m/s), 13. Juli 2023 in Bangkok